# London-Heathrows flygplats
London-Heathrows flygplats (IATA: LHR, ICAO: EGLL) är Europas största, och världens fjärde största, flygplats räknat i antal passagerare per år. (2024) Heathrow ligger i östra Hillingdon, 22 kilometer väster om centrala London. År 2019 passerade över 80 miljoner passagerare flygplatsen och 2024 var det 83 miljoner passagare. Den byggdes ursprungligen under andra världskriget som bas för brittiska bombflygplan och öppnades för civil trafik 1946. Fram till 1976 hette flygplatsen officiellt London Airport. Den är bas för British Airways och Virgin Atlantic.
En femte terminal öppnade i mars 2008. Flygplatsen har två landningsbanor, men den brittiska regeringen tog den 25 oktober 2016 beslut om att bygga en tredje landningsbana, tillsammans med en ny terminal, vilket godkändes av parlamentet den 25 juni 2018.

## Flygbolag och destinationer
| Terminal   | Flygbolag och allianser |
| ---------- | --- |
| Terminal 2 | Star Alliance och några icke-allians flygbolag |
| Terminal 3 | Oneworld (förutom de vid Terminal 4 och 5, men även några British Airways destinationer), Virgin Atlantic, Air France, Delta Air Lines, Middle East Airlines, KLM och flera icke-allians flygbolag |
| Terminal 4 | SkyTeam (förutom Air France, Delta Air Lines, Middle East Airlines och KLM), Malaysia Airlines, Royal Air Maroc och de flesta icke-allians flygbolag                                               |
| Terminal 5 | British Airways (de flesta destinationerna), American Airlines (JFK flyg endast), och Iberia |

### Terminal 1 (1968–2015)
Terminal 1 öppnade 1968 och var Heathrow-basen för British Airways (BA) inrikes- och Europanätverk och några av dess långdistanslinjer innan Terminal 5 öppnade. Terminal 1 var också huvudbasen för de flesta Star Alliance-medlemmar även om några också var baserade på Terminal 3. Terminal 1 stängde i slutet av juni 2015 och ersattes av en utbyggd terminal 2 som öppnade i juni 2014.

### Terminal 2
Flygplatsens nyaste terminal, officiellt känd som Queen's Terminal, öppnades den 4 juni 2014 och har 24 gater. Den utformades av den spanska arkitekten Luis Vidal och byggdes på platsen för den ursprungliga Terminal 2 och Queens Building. Den ursprungliga terminal 2 öppnade som Europabyggnaden 1955 och var flygplatsens äldsta terminal. Byggnaden revs 2010, tillsammans med Queens Building som hade inhyst flygbolagskontor.

### Terminal 3
Terminal 3 öppnade som Oceanic Terminal den 13 november 1961 för att hantera flygavgångar för långdistanslinjer för utländska flygbolag till USA, Asien och andra destinationer i Fjärran Östern. Den bytte namn till Terminal 3 1968. Den utökades 1970 med en ankomstbyggnad och Storbritanniens första rullband. 2006 färdigställdes den nya pir 6 för £105 miljoner för att rymma Airbus A380 superjumbo; Emirates och Qantas flyger regelbundet från terminal 3 med Airbus A380.

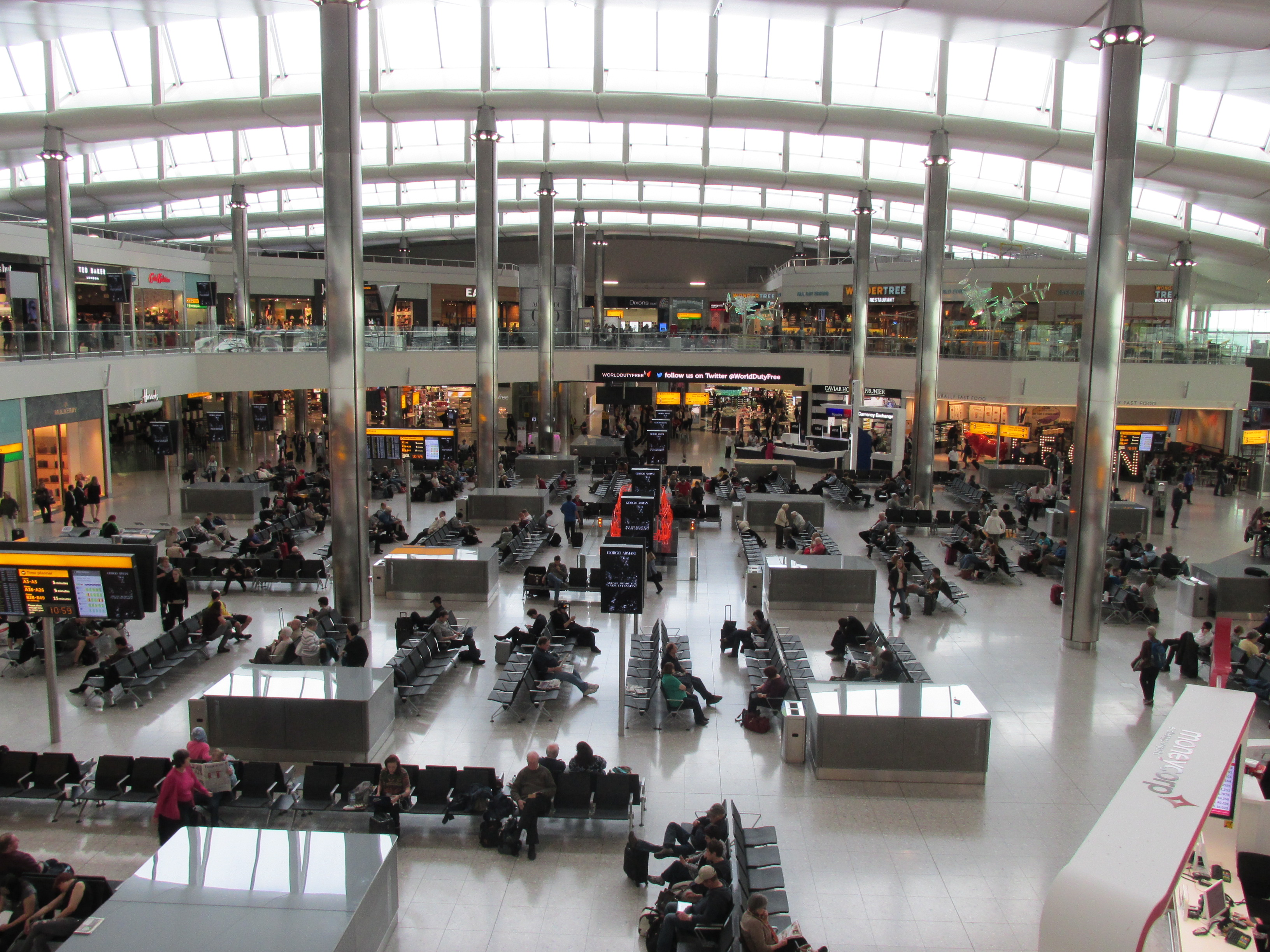
Terminal 2
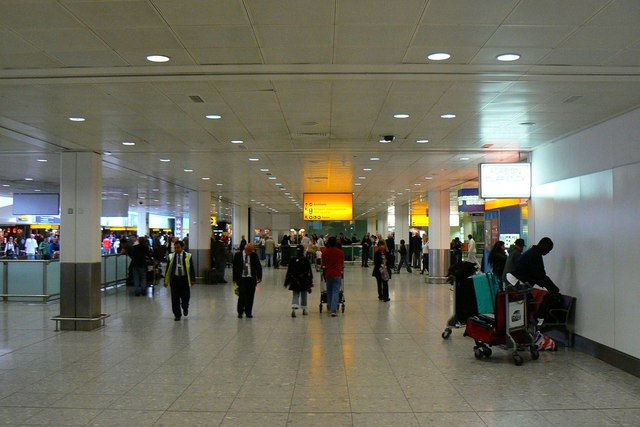
Terminal 3
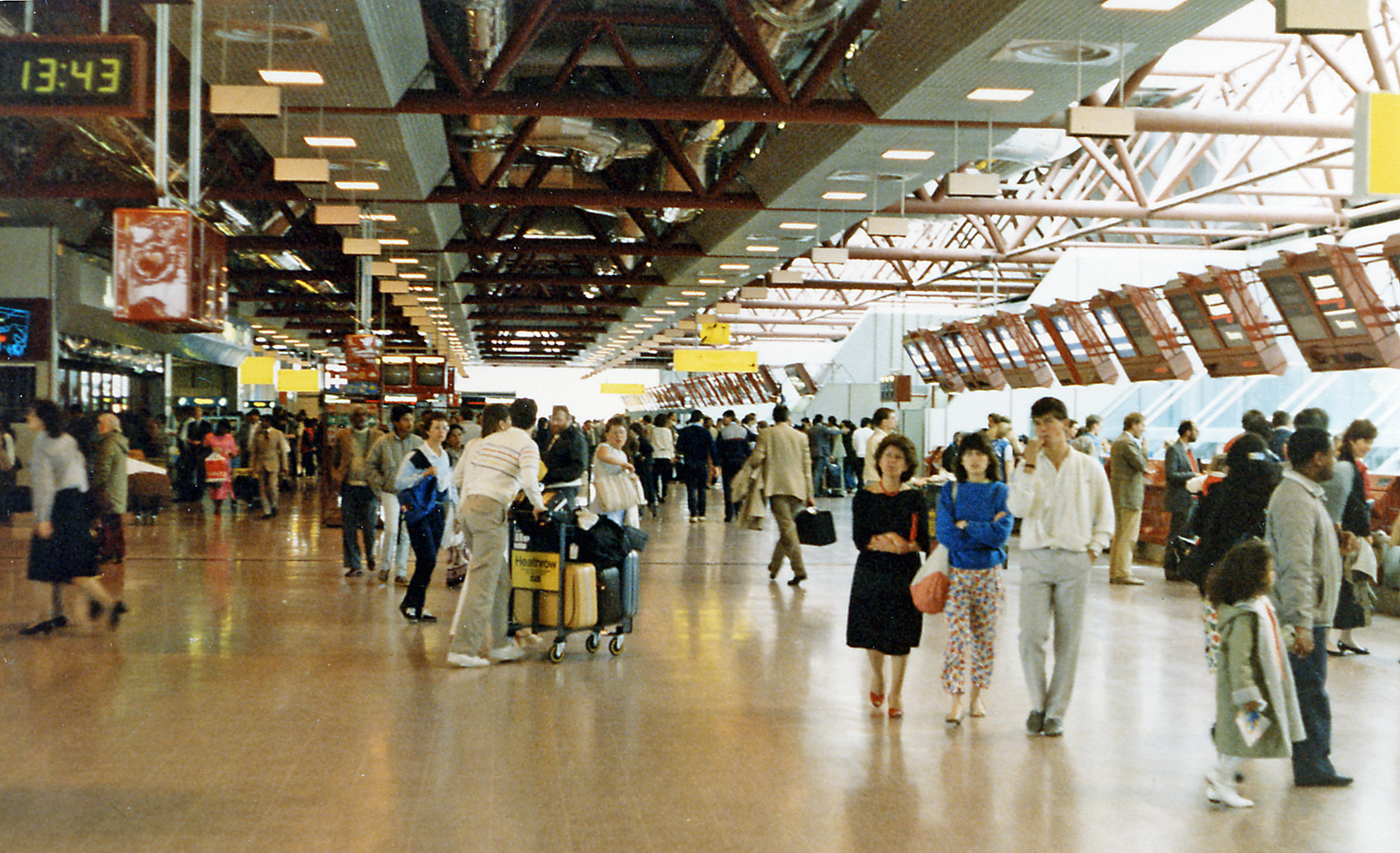
Terminal 4
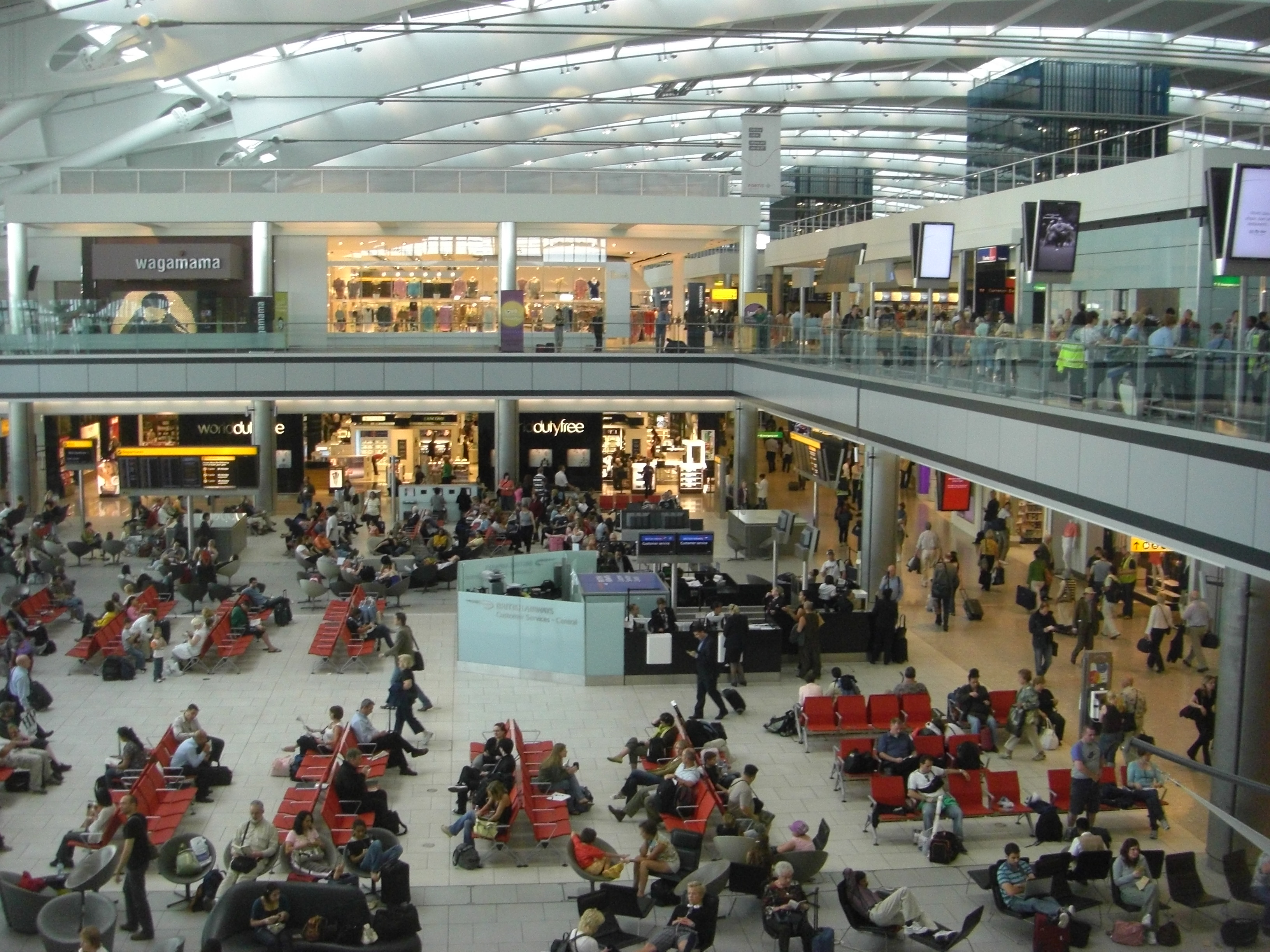
Terminal 5

### Terminal 4
Terminal 4, som öppnades 1986, har 22 gater och används av SkyTeam-alliansen, (med undantag för Air France, Delta Air Lines, KLM och Middle East Airlines som använder Terminal 3), Oneworld-flygbolagen Malaysia Airlines och Qatar Airways, Gulf Air och de flesta icke-anslutna flygbolag. De flesta flyg som går till Terminal 4 är flyg som kommer från Centralasien, Nordafrika och Mellanöstern samt några flyg till Europa. Etihad Airways, Korean Air, Malaysia Airlines och Qatar Airways har reguljära A380-flyg. Gulf Air och El Al flyger regelbundet med Boeing 787.

### Terminal 5 (5A, 5B, 5C)
Terminal 5 ligger mellan de norra och södra landningsbanorna i den västra änden av Heathrow-området och öppnade för allmänheten den 27 mars 2008. British Airways och dess partnerbolag Iberia har exklusiv användning av denna terminal som har 50 gater. Terminal 5 är indelad i Terminal 5A, 5B och 5C, där en förarlös minimetro trafikerar mellan terminalerna.
- British Airways (Aberdeen, Abu Dhabi, Abuja, Accra, Alicante, Almaty, Amsterdam, Aten, Atlanta, Bahrain, Baltimore/Washington, Bangalore, Bangkok-Suvarnabhumi, Barcelona, Basel/Mulhouse, Belfast, Belgrad, Bergen, Bologna, Bombay, Boston, Bryssel, Bukarest, Buenos Aires-Ezeiza, Calgary, Chengdu, Chennai, Chicago-O'Hare, Dallas/Fort Worth, Delhi, Denver, Doha, Dubai, Düsseldorf, Edinburgh, Entebbe, Frankfurt, Freetown, Genève, Glasgow-International, Grand Cayman, Göteborg-Landvetter, Hamburg, Hongkong, Houston-Intercontinental, Hyderabad, Ibiza, Istanbul-Atatürk, Jeddah, Johannesburg, Kapstaden, Kiev-Boryspil, Kuwait, Köpenhamn, Lagos, Larnaca, Las Vegas, Leeds/Bradford, Los Angeles, Luanda, Madrid, Manchester, Mexico City, Miami, Milano-Linate, Milano-Malpensa, Monrovia, Montréal-Trudeau, Moskva-Domodedovo, München, Muskat, Nairobi, Nassau, New York-JFK, Newark, Newcastle, Nice, Oslo-Gardermoen, Palma, Paris-Charles de Gaulle, Paris-Orly, Peking, Philadelphia, Phoenix, Pisa, Providenciales, Rio de Janeiro-Galeão, Riyadh, Rom-Fiumicino, São Paulo-Guarulhos, S:t Petersburg, San Diego, San Francisco, Seattle/Tacoma, Seoul, Shanghai-Pudong, Singapore, Sofia, Stavanger, Stockholm-Arlanda, Stuttgart, Sydney, Tokyo-Narita, Toronto-Pearson, Toulouse-Blagnac, Tripoli, Vancouver, Venedig, Washington-Dulles, Zagreb, Zürich)

## Spårförbindelser
Londons tunnelbana (Underground) med tre stationerna Heathrow Terminals 2,3, Heathrow Terminal 4 och Heathrow Terminal 5 på Piccadilly line går till centrala London.

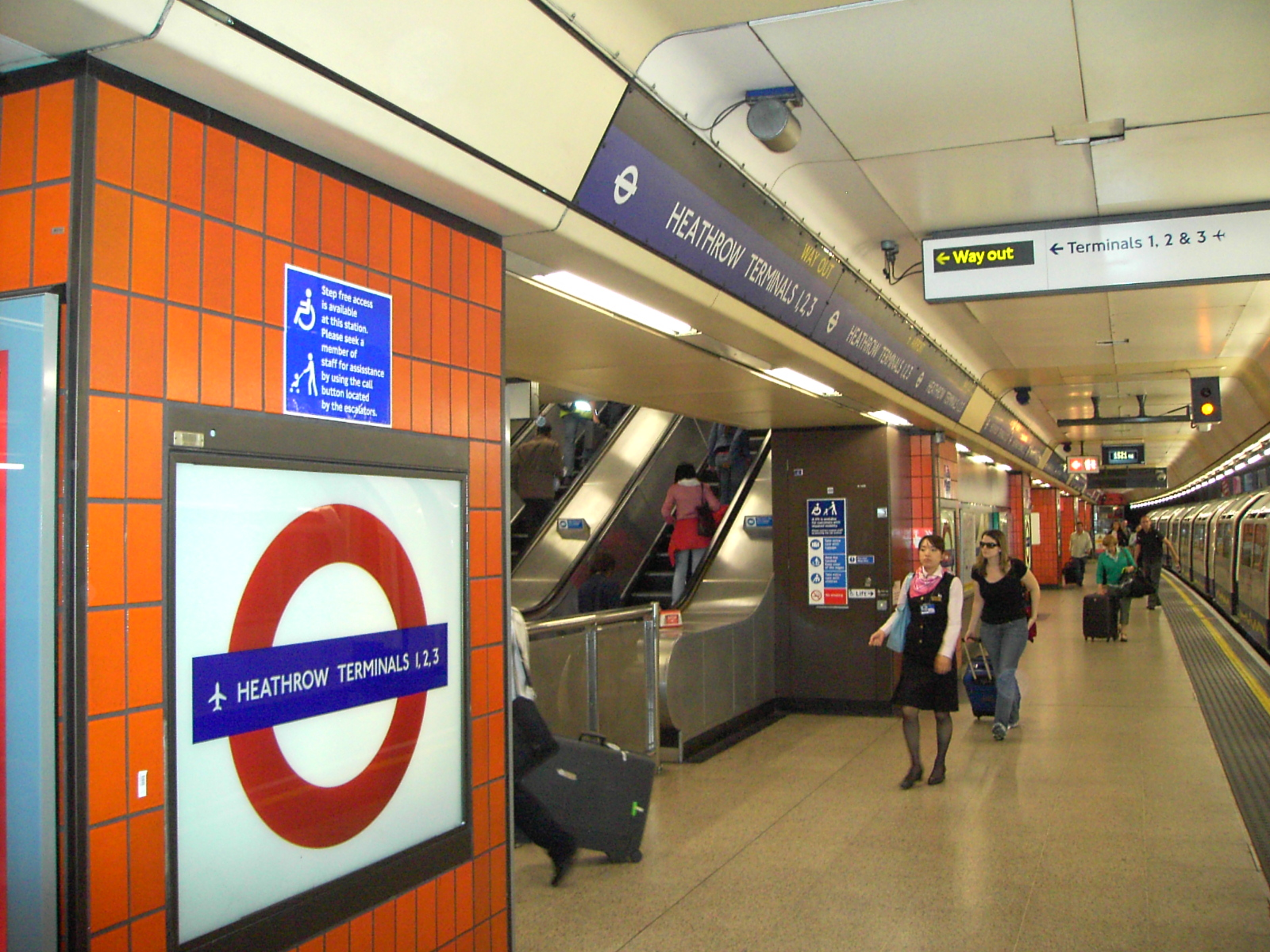
Heathrow Terminals 2,3
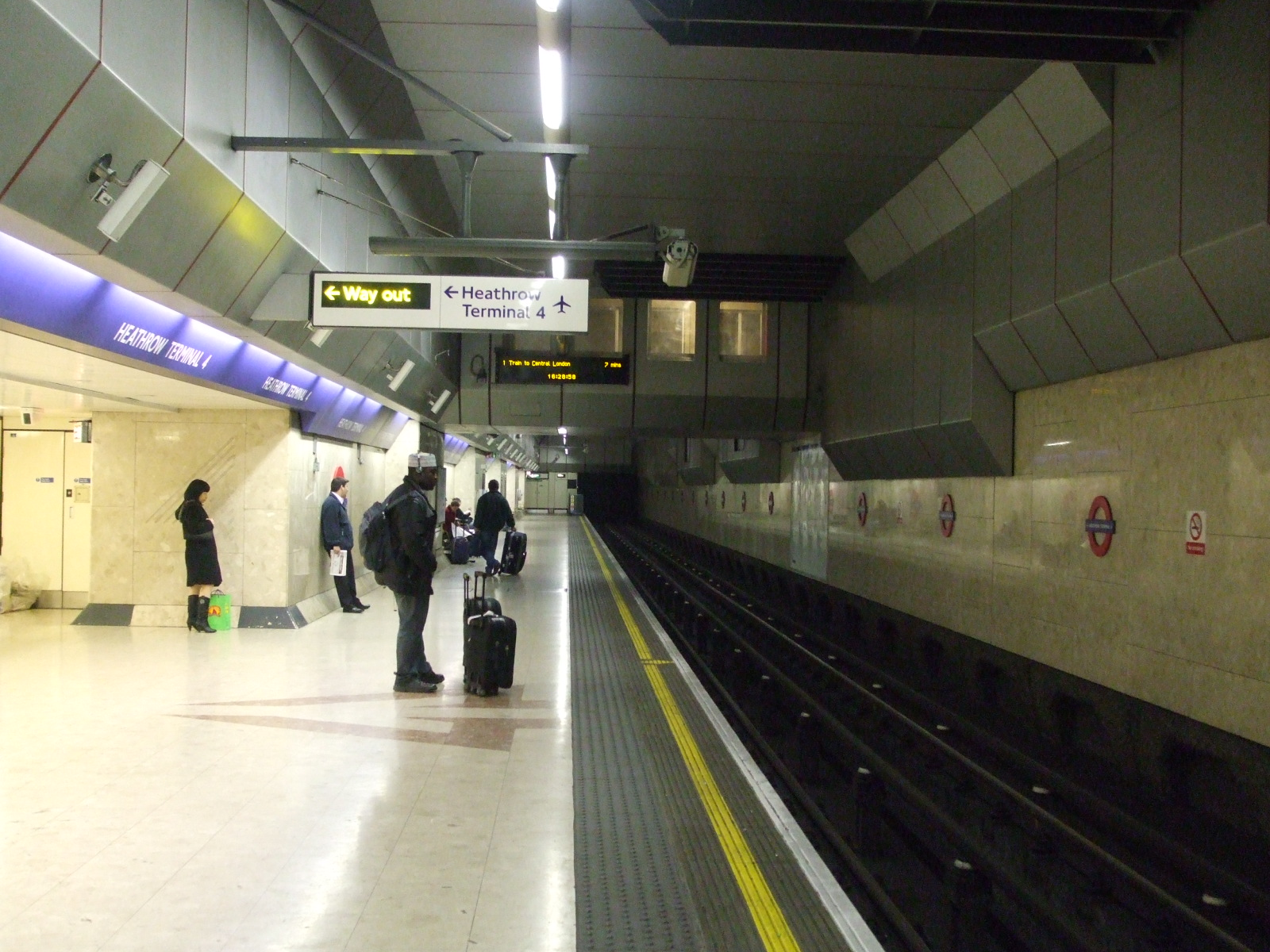
Heathrow Terminal 4
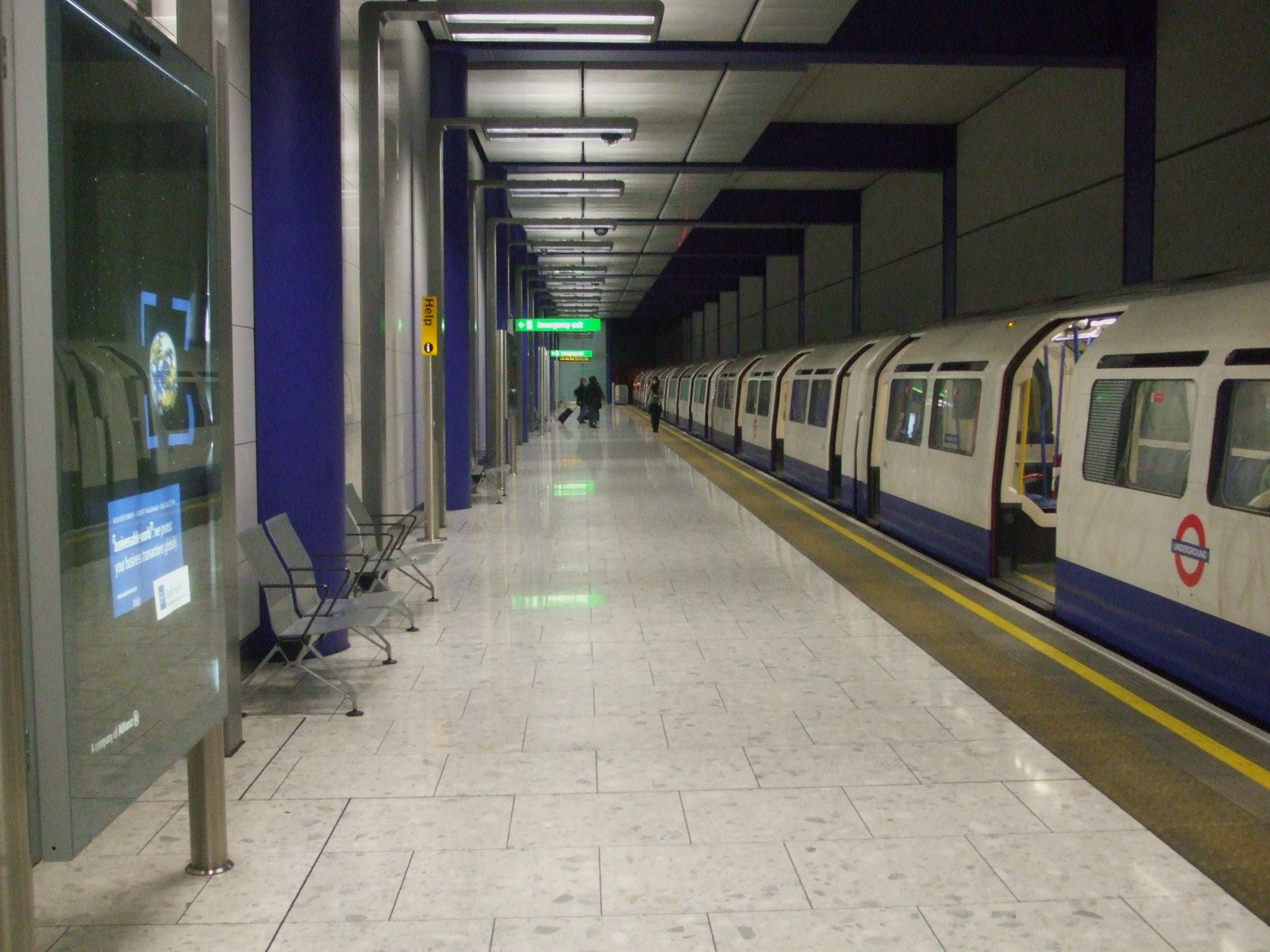
Heathrow Terminal 5
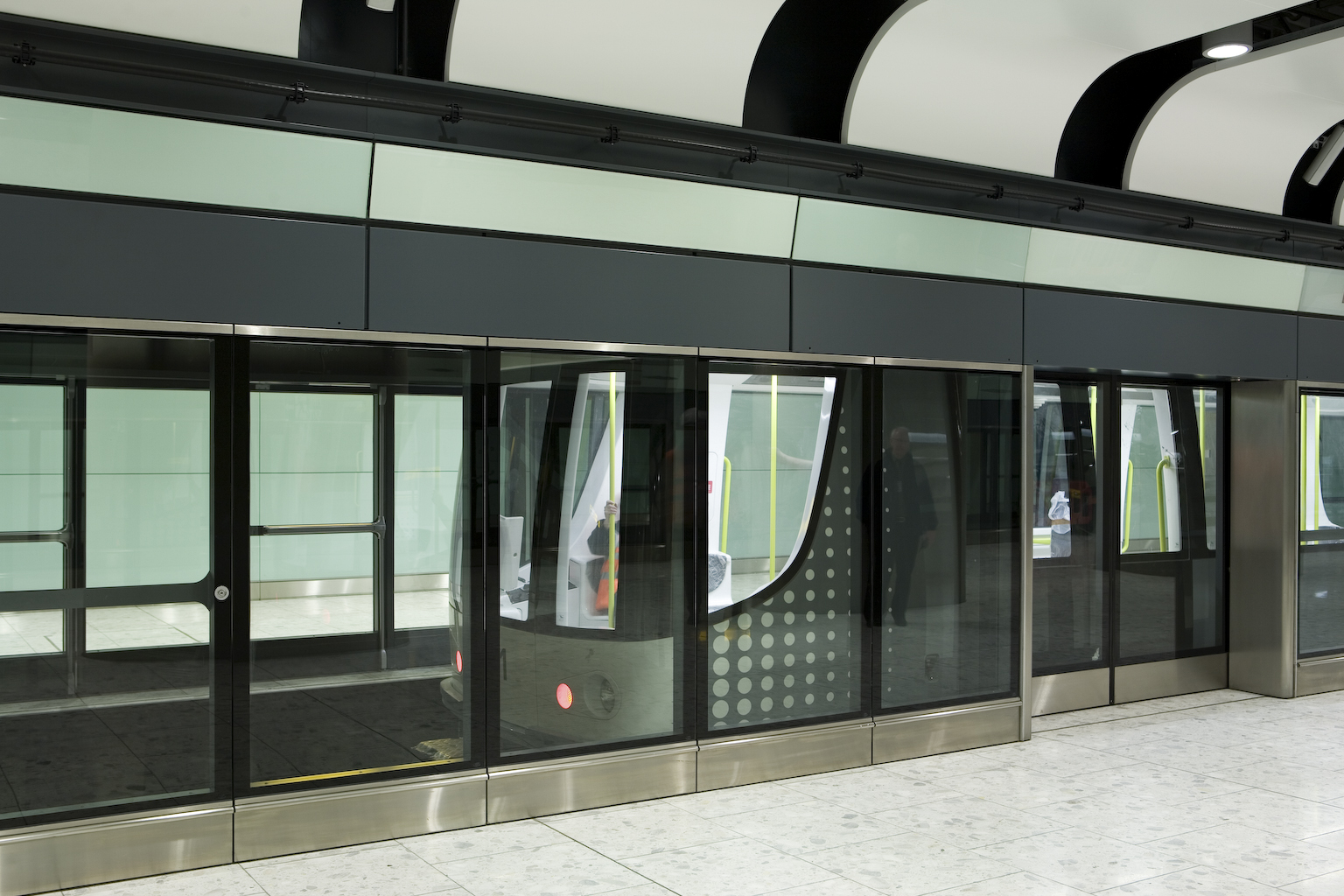
Terminal 5A,5B,5C, trafikeras av Minimetro

Snabbtågen Heathrow Express samt pendeltågslinjen Elizabeth line går till Paddington Station i centrala London från de tre järnvägsstationerna Heathrow Central (Terminal 2,3), Heathrow Terminal 4 och Heathrow Terminal 5 station.

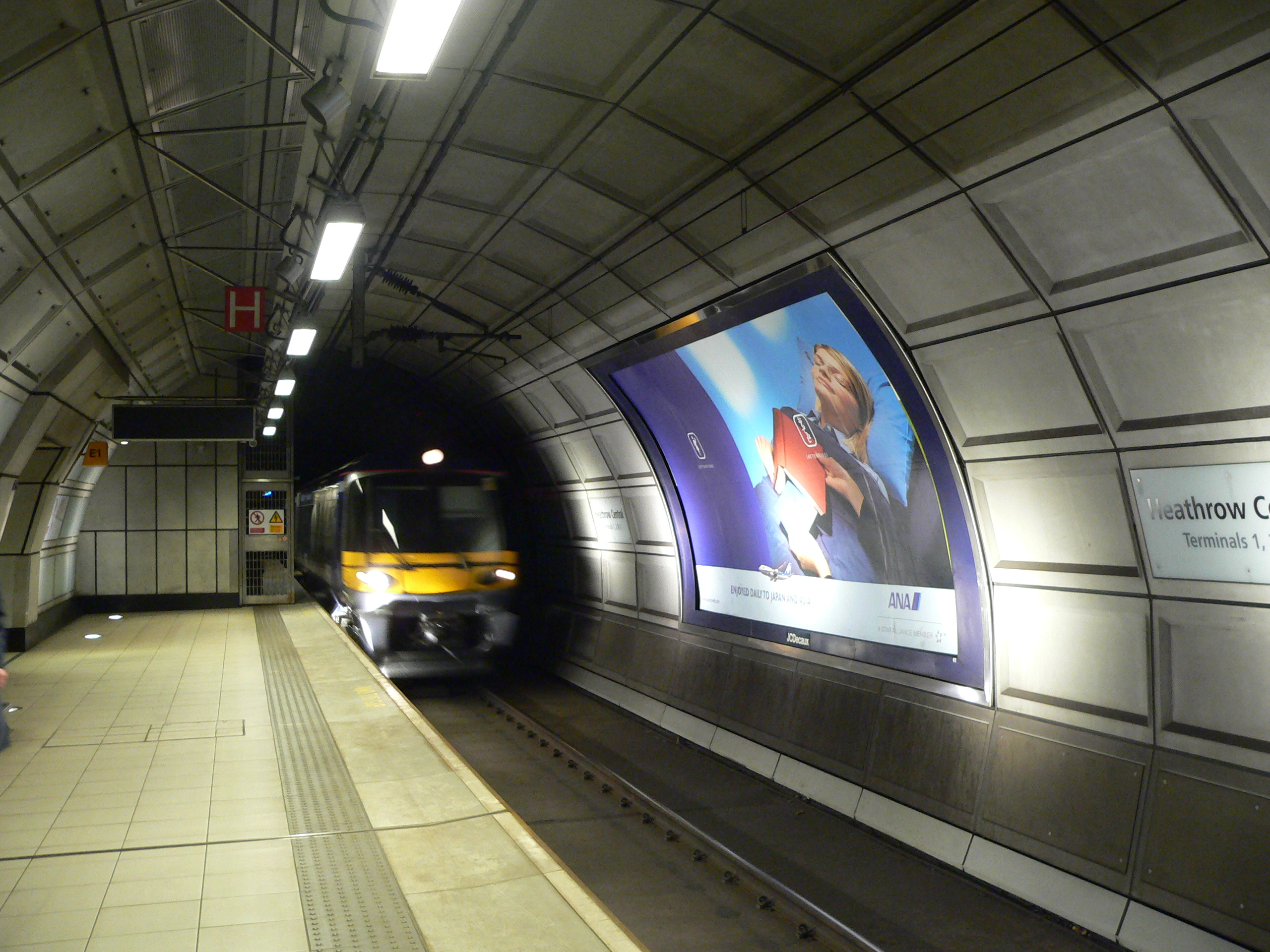
Heathrow Central
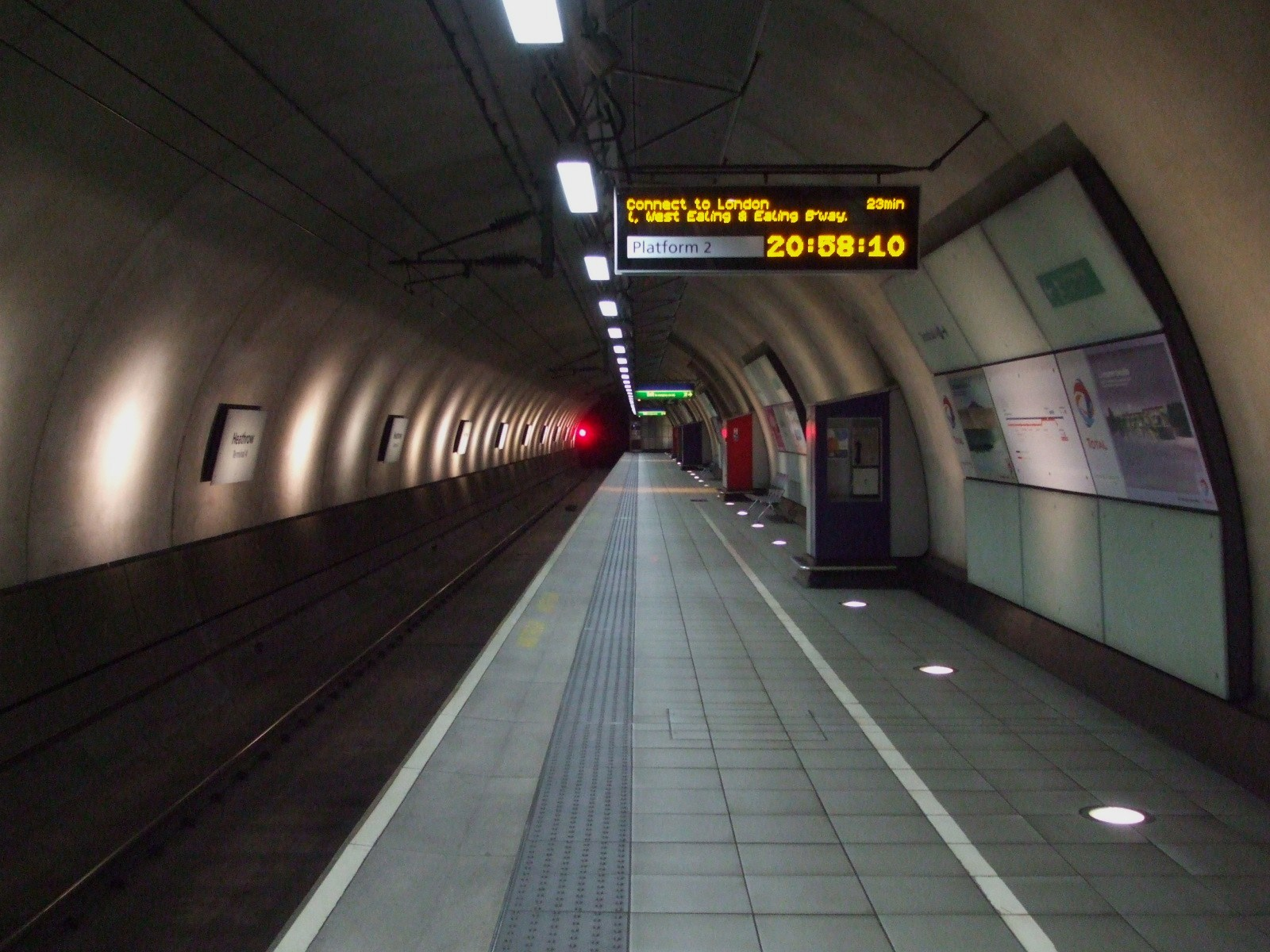
Heathrow Terminal 4
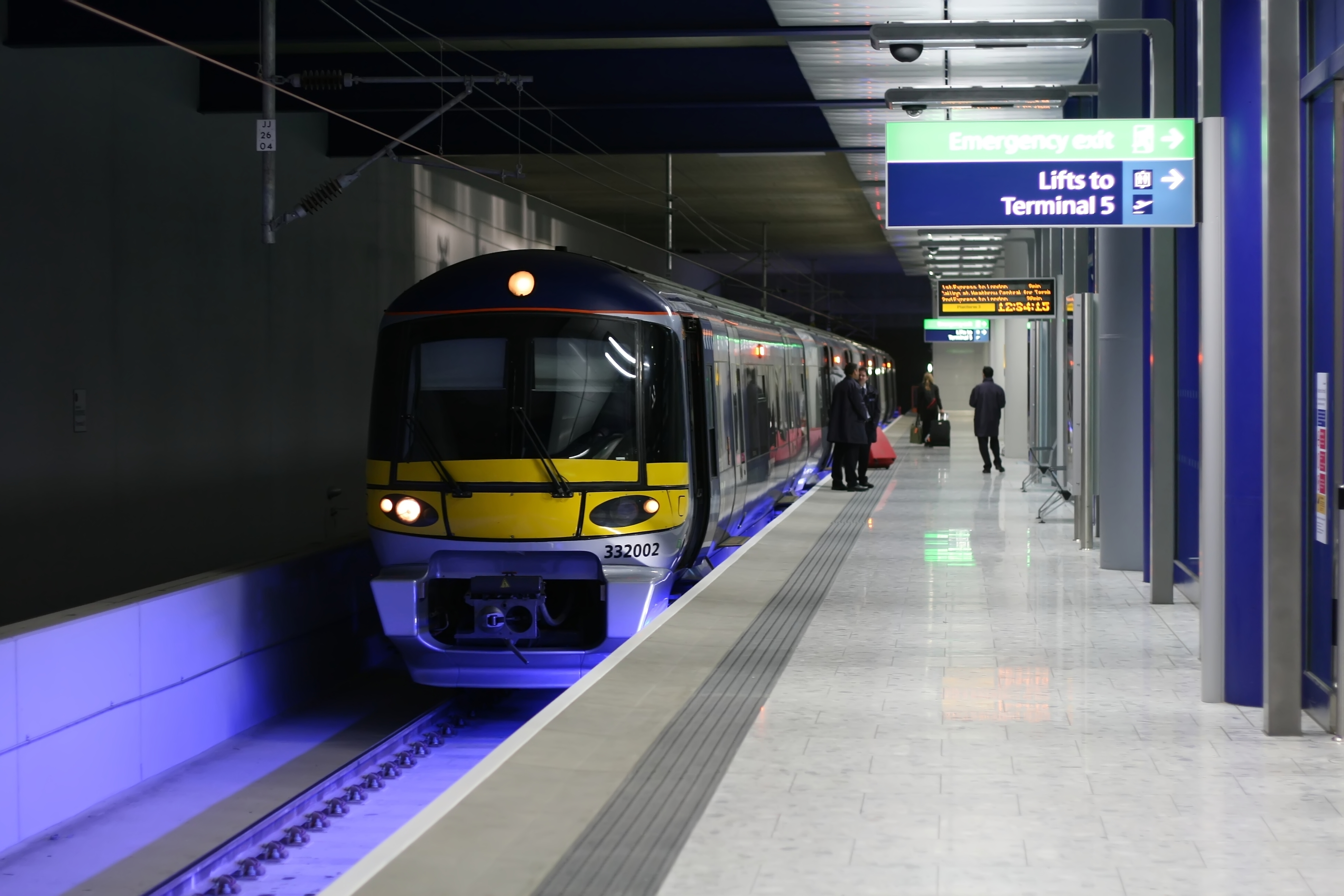
Heathrow Terminal 5

## Terrorism
Det har inte varit terrordåd med dödsfall på själva flygplatsen. Misstankar och upptäckta planer får dock stor mediauppmärksamhet med tanke på flygplatsens storlek och landets språk som journalister världen runt kan läsa.

### IRA-bombningar 1974
Den 19 maj 1974 sprängde IRA bomber i ett parkeringshus och två personer dödades av dem.

### Hindawiaffären 1986
Inför en flygning till Tel Aviv med 375 passagerare den 17 april 1986 upptäckte det israeliska flygbolaget El Als säkerhetskontrollanter semtexsprängdeg med en tidsinställd utlösare gömd i en fungerande räknedosa i en gravid irländsk passagerares bagage. Bagaget hade packats av kvinnans jordanske fästman, Nizar Hindawi, som greps dagen efter och dömdes till 45 års fängelse.
Händelsen ledde till att Storbritannien bröt den diplomatiska kontakten med Syrien, som uppgavs ligga bakom det misslyckade attentatet. Även USA och Kanada kallade hem sina ambassadörer från Syrien.

### Lockerbieattentatet1988
Den 21 december 1988 sprängdes ett Pan Am plan och delar föll ner över Lockerbie, Skottland. Alla 259 ombord och 11 på marken dog. Planet hade lastats och startat på Heathrow.

### IRA-bombningar 1994
Den 9, 10 och 13 mars sköt Irländska republikanska armén sammanlagt tolv granater mot Heathrow, som utgjorde ett attraktivt symboliskt och ekonomiskt mål. Händelsen fick extra uppmärksamhet i och med att drottning Elizabeth II av Storbritannien landat på Heathrow bara några timmar före beskjutningen den 10 mars.

### Mobilisering 2003

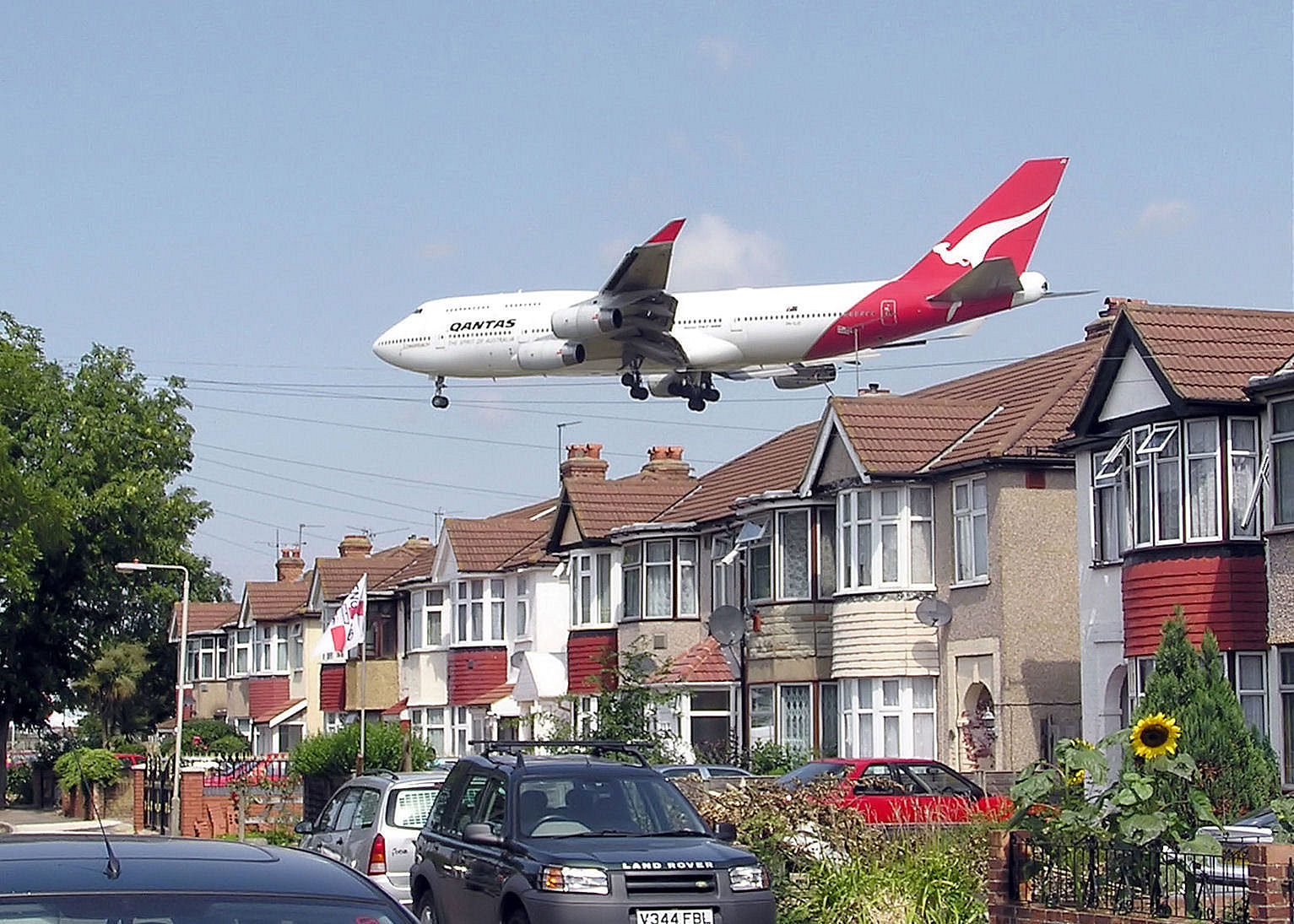
En Boeing 747-438 från Qantas flyger lågt över hustaken vid Myrtle Avenue, nära Heathrow Airport.

I februari 2003 mobiliserades delar av den brittiska armén vid Heathrow tillsammans med 1 000 extrainkallade poliser efter misstankar om att al-Qaida planerade att utföra attentat med luftvärnsrobotar vid brittiska eller amerikanska flygplatser.